# Fêtes et jours fériés en Azerbaïdjan
Les fêtes et jours fériés en Azerbaïdjan comprennent les jours fériés civiles et religieuses.
Les fêtes en Azerbaïdjan ont été définies pour la première fois dans la Constitution de la RSS d'Azerbaïdjan le 19 mai 1921 par le dirigeant azéri Nariman Narimanov. À travers l'histoire, les jours non ouvrables ont changé.
| Date            | Nom français                                      | Nom azéri                                 | Remarques |
| --------------- | ------------------------------------------------- | ----------------------------------------- | --- |
| 1er janvier     | Nouvel an                                         | Yeni İl Bayramı                           | Fête de la nouvelle année. |
| 8 mars          | Journée internationale de la femme                | Beynəlxalq Qadınlar Günü                  | Journée consacrée aux droits des femmes. |
| 20 mars-21 mars | Norouz                                            | Novruz Bayramı                            | Fête de la nouvelle année qui marque le premier jour du printemps. |
| 9 mai           | Jour de la Victoire sur le fascisme               | Faşizm üzərində Qələbə Günü               | Acte de capitulation de l'Allemagne nazie est signé à Berlin à 0h28 le 9 mai 1945. |
| 28 mai          | Jour de l'Indépendance                            | Müstəqillik Günü                          | Anniversaire de la première république azerbaïdjanaise, la République démocratique d'Azerbaïdjan entre 1918 et 1920.                                                                                      |
| 15 juin         | Journée de Salut national                         | Milli Qurtuluş Günü                       | Heydar Aliyev retourné à la direction de la république et a été élu Président de la République d'Azerbaïdjan, le 15 juin, 1993.                                                                           |
| 26 juin         | Journée des Forces armées                         | Silahlı Quvvələr Günü                     | Fête marquant la création de la première unité militaire régulière (qui a formé le fondement des premières forces armées azerbaïdjanaises) par la République démocratique d'Azerbaïdjan, le 26 juin 1918. |
| 9 novembre      | Jour du drapeau national                          | Dövlət Bayrağı Günü                       | L'adoption du drapeau de l'Azerbaïdjan comme le drapeau national, le 9 novembre 1918. |
| 31 décembre     | Journée de solidarité des Azerbaïdjanais du Monde | Dünya Azərbaycanlılarının Həmrəyliyi Günü | Fête marquant l'unité symbolique et les relations de la nation azerie en Azerbaïdjan et dans la diaspora.                                                                                                 |

| Date hégire (lunaire) | Nom français                                  | Nom azéri       | Remarques                                                                 |
| --------------------- | --------------------------------------------- | --------------- | ------------------------------------------------------------------------- |
| 1er chawal            | Fête de la rupture du jeûne ou la petite fête | Ramazan Bayramı | Marque la fin du ramadan (deux jours fériés).                             |
| 10 doul hijja         | La grande fête ou fête du sacrifice           | Qurban Bayramı  | Commémore le sacrifice du prophète Abraham (Ibrahim) (deux jours fériés). |

| Date         | Nom français                                                | Nom azéri                                                  |
| ------------ | ----------------------------------------------------------- | ---------------------------------------------------------- |
| 20 janvier   | Janvier Noir                                                | Ümumxalq hüzn günü                                         |
| 30 janvier   | Journée des douaniers azerbaïdjanais                        | Azərbaycan Respublikası gömrük əməkdaşlarının peşə bayramı |
| 2 février    | Journée de la jeunesse azerbaïdjanaise                      | Azərbaycan gəncləri günü                                   |
| 11 février   | Journée des travailleurs des services fiscaux d'Azerbaïdjan | Vergi xidməti işçilərinin peşə bayramı                     |
| 14 février   | Journée de la Force aérienne                                | Hərbi Hava Qüvvələri günü                                  |
| 26 février   | Journée du souvenir des victimes de Khodjaly                | Xocalı soyqırımı günü                                      |
| 5 mars       | Journée d'éducation physique et sportive                    | Bədən tərbiyəsi və idman günü                              |
| 10 mars      | Journée nationale du théâtre d'Azerbaïdjan                  | Azərbaycan Milli Teatr Günü                                |
| 27 mars      | Journée de la science en République d'Azerbaïdjan           | Azərbaycan Respublikasında Elm günü                        |
| 31 mars      | Journée du génocide azerbaïdjanais                          | Azərbaycanlıların Soyqırımı Günü                           |
| 10 avril     | Journée des constructeurs d'Azerbaïdjan                     | İnşaatçılar Günü                                           |
| 10 mai       | Fête des fleurs en Azerbaïdjan                              | Gül bayramı                                                |
| 18 juin      | Journée des droits de l'homme en Azerbaïdjan                | İnsan hüquqları günü                                       |
| 22 juillet   | Journée nationale de la presse en Azerbaïdjan               | Milli Mətbuat və Jurnalistika Günü                         |
| 26 août      | Journée de la ville de Latchine                             | Laçın şəhəri günü                                          |
| 18 septembre | Fête nationale de la musique                                | Milli Musiqi günü                                          |
| 27 septembre | Jour commémoratif                                           | Anım Günü                                                  |
| 4 octobre    | Jour de la ville de Jabrayil                                | Cəbrayıl şəhəri günü                                       |
| 5 octobre    | Le jour du professeur                                       | Müəllim Günü                                               |
| 17 octobre   | Journée de la ville de Fizouli                              | Füzuli şəhəri günü                                         |
| 20 octobre   | Journée de la ville de Zangilan                             | Zəngilan şəhəri günü                                       |
| 25 octobre   | Jour de la ville de Qubadli                                 | Qubadlı şəhəri günü                                        |
| 8 novembre   | Jour de la victoire                                         | Zəfər Günü                                                 |
| 8 novembre   | Journée de la ville de Choucha                              | Şuşa şəhəri günü                                           |
| 20 novembre  | Journée de la ville d'Agdam                                 | Ağdam şəhəri günü                                          |
| 25 novembre  | Jour de la ville de Kelbajar                                | Kəlbəcər şəhəri günü                                       |

Seuls les jours fériés de Ramadan et de Gourban demeurent en Azerbaïdjan comme des jours religieux qui ne travaillent pas. La population religieuse du pays, principalement à Nardaran et dans plusieurs autres villages et régions, célèbre le Jour de l'Achura, un jour de deuil chiite du calendrier islamique. Les minorités religieuses du pays - principalement les chrétiens orthodoxes et les juifs - célèbrent également des journées religieuses importantes de leur foi. 